# Steven M. Goodman
Steven M. Goodman, né le 3 août 1957, est un biologiste américain travaillant au musée Field de Chicago et spécialiste de Madagascar.

## Biographie
Il obtient son baccalauréat universitaire ès sciences à l'université du Michigan en 1984, un doctorat à l'université de Hambourg en 2000 et une habilitation à diriger des recherches (HDR) à l'université Paris-Sud en 2005 ; cette même année il est récompensé du prix MacArthur.
Une espèce fossile de chauves-souris malgaches, Triaenops goodmani, est nommée en son honneur.

## Ouvrages
- (en) Steven M. Goodman et Jonathan P. Benstead, The Natural History of Madagascar, University of Chicago Press, 2003, 1709 p. (ISBN 978-0-226-30306-2)